# Вистингаузен
Вистингаузен (нем. von Wistinghausen) — остзейский дворянский род.
Происходит от купца из Любека Йоста Вистингаузена (1589—1647), обосновавшегося в Ревеле в 1636 году. К началу XVIII века род приобрёл дворянство, владел с 1701 г. имением Вистамойз в Эстляндии. Род Вистингаузен внесён в VI часть родословной книги С.-Петербургской губ.

## Описание герба
Щит рассечен. В правой золотой части на зеленом холме выходящий из линии рассечения червленый с двумя черными окнами дом. На его крыше сидит черный дракон, обращенный вправо. В левой лазуревой части шахматный в три ряда пояс, переменных червленого и серебряного цветов. Над ним и под ним червленые стропила, сложенные из шахматных квадратов.
Нашлемник — два черных орлиных крыла, на них горизонтальный шахматный пояс, переменных червленого и серебряного цветов. Намет справа черный с золотом, слева лазуревый с серебром. Щитодержатели: два золотых льва с червлеными глазами и языками. Герб рода фон Вистингаузен внесен в Часть 20 Общего гербовника дворянских родов Всероссийской империи, стр. 10.

## Известные представители
- Христиан фон Вистингаузен (1701—1766), бурмистр Ревеля.
- Луиза Антоновна фон Вистингаузен (1774—1847), начальница Патриотического института в Санкт-Петербурге[1].
- Карл Александр фон Вистингаузен (1826—1883), медик и государственный деятель, президент Эстляндской казённой палаты
- Его дети:

Райнхольд фон Вистингаузен (1863—1939), медик
Рихард фон Вистингаузен (1872—1915), дирижёр и композитор
Вальтер фон Вистингаузен (1879—1956), актёр, писатель и переводчик
Бодиско, Теофила фон (урожд. фон Вистингаузен; 1873—1944) — эстонско-немецкая писательница.
- Рудольф фон Вистингаузен (1905—1981), сын Вальтера, дипломат
- Хеннинг фон Вистингаузен (род. 1936), сын Рудольфа, дипломат